# Římskokatolická farnost Valteřice
Římskokatolická farnost Valteřice je územním společenstvím římských katolíků v rámci žamberského vikariátu královéhradecké diecéze.

## O farnosti

### Historie
Valteřice byly dlouho bez vlastní duchovní správy a věřící docházeli na bohoslužby a k udílení svátostí do farností v okolí. V roce 1782 se Valteřice staly součástí farnosti Čenkovice, kde byly roku 1785 při zdejším farním úřadu pro Valteřice založeny samostatné matriční knihy. Od roku 1802 započaly snahy o vystavění vlastní kaple ve Valteřicích, neboť zvláště v zimních měsících bylo pro místní obyvatele velmi obtížné putovat na bohoslužby do Čenkovic. Kvůli různým komplikacím však ke stavbě kostela došlo až v letech 1827–1832. V roce 1862 zde pak byla zřízena samostatná farnost.
Již před druhou světovou válkou však byla valteřická farnost bez sídelního duchovního správce. Bohoslužby dojížděl sloužit kněz z Lanškrouna a později z Výprachtic. Valteřická farnost těmto kněžím proplácela náklady na dojíždění.

### Současnost
Valteřická farnost je spravována ex currendo z Bystřece.
| Kostel                        | Místo     | Bohoslužba             | Bohoslužba             | Poznámka     |
| ----------------------------- | --------- | ---------------------- | ---------------------- | ------------ |
| Kostel Povýšení svatého Kříže | Valteřice | neslouží se pravidelně | neslouží se pravidelně | farní kostel |